# بطولة أمريكا الجنوبية لألعاب القوى للناشئين 1962
بطولة أمريكا الجنوبية لألعاب القوى للناشئين 1962 هي النسخة الـ 4 من بطولة أمريكا الجنوبية لألعاب القوى للناشئين. أقيمت في ليما. شارك فيها 91 رياضياً من 5 بلدان. تصدرت تشيلي جدول الميداليات برصيد 17 ميدالية منها 7 ذهبية.

## جدول الميداليات
| الترتيب | منتخب     | ذهبية | فضية | برونزية | المجموع |
| ------- | --------- | ----- | ---- | ------- | ------- |
| 1       | تشيلي     | 7     | 3    | 7       | 17      |
| 2       | الأرجنتين | 6     | 2    | 2       | 10      |
| 3       | بيرو      | 2     | 7    | 2       | 11      |
| 4       | البرازيل  | 2     | 4    | 4       | 10      |
| 5       | الإكوادور | 1     | 1    | 2       | 4       |